# Trận Bentonville
Trận Bentonville (19–21 tháng 3 năm 1865) đã diễn ra tại Bentonville, Bắc Carolina, gần thị trấn Four Oaks, như một phần của Chiến dịch Carolinas thời Nội chiến Hoa Kỳ. Đây là trận chiến cuối cùng giữa các binh đoàn của Thiếu tướng William T. Sherman và Đại tướng Joseph E. Johnston, đồng thời cũng được xem là trận đánh quan trọng cuối cùng của chiến tranh. Trận chiến kết thúc với thất bại của quân đội Liên minh miền Nam do Johnston chỉ huy.
Vào ngày đầu tiên của trận đánh, quân đội Liên minh miền Nam tấn công một cánh của quân đội Liên bang miền Bắc và đập tan 2 sư đoàn miền Bắc, song không thể đánh bật phần còn lại của quân đội miền Bắc ra khỏi trận địa. Hôm sau, một cánh quân miền Bắc khác kéo đến và trong vòng 2 ngày sau đó, hai bên giao chiến lẻ tẻ ở phía trước binh đoàn của Johnston. Do sức mạnh vượt trội của quân miền Bắc và thiệt hại nặng nề của quân miền Nam trong trận đánh này, Johnston đầu hàng Sherman chưa đầy một tháng sau tại Bennett Place, gần nhà ga Durham Station. Cùng với cuộc đầu hàng của Đại tướng Robert E. Lee hồi tháng 4, sự đấu hàng của Johnston đánh dấu sự chấm dứt có hiệu lực của cuộc chiến.